# Allée Maria-Doriath
 (juillet 2019).
Si vous disposez d'ouvrages ou d'articles de référence ou si vous connaissez des sites web de qualité traitant du thème abordé ici, merci de compléter l'article en donnant les références utiles à sa vérifiabilité et en les liant à la section « Notes et références ».
L'allée Maria-Doriath est une allée située sur le terre-plein du boulevard de Charonne, dans le 11e arrondissement de Paris.

## Situation et accès
L'allée est située sur le terre-plein du boulevard de Charonne, entre la rue de Montreuil et la rue des Vignoles. Ce site est desservi par la station de métro Avron.
Côté 20e arrondissement, l'allée se nomme Pierre Bérégovoy.

## Origine du nom
L'allée porte le nom de Maria Doriath, résistante de la Seconde Guerre mondiale et conseillère municipale.

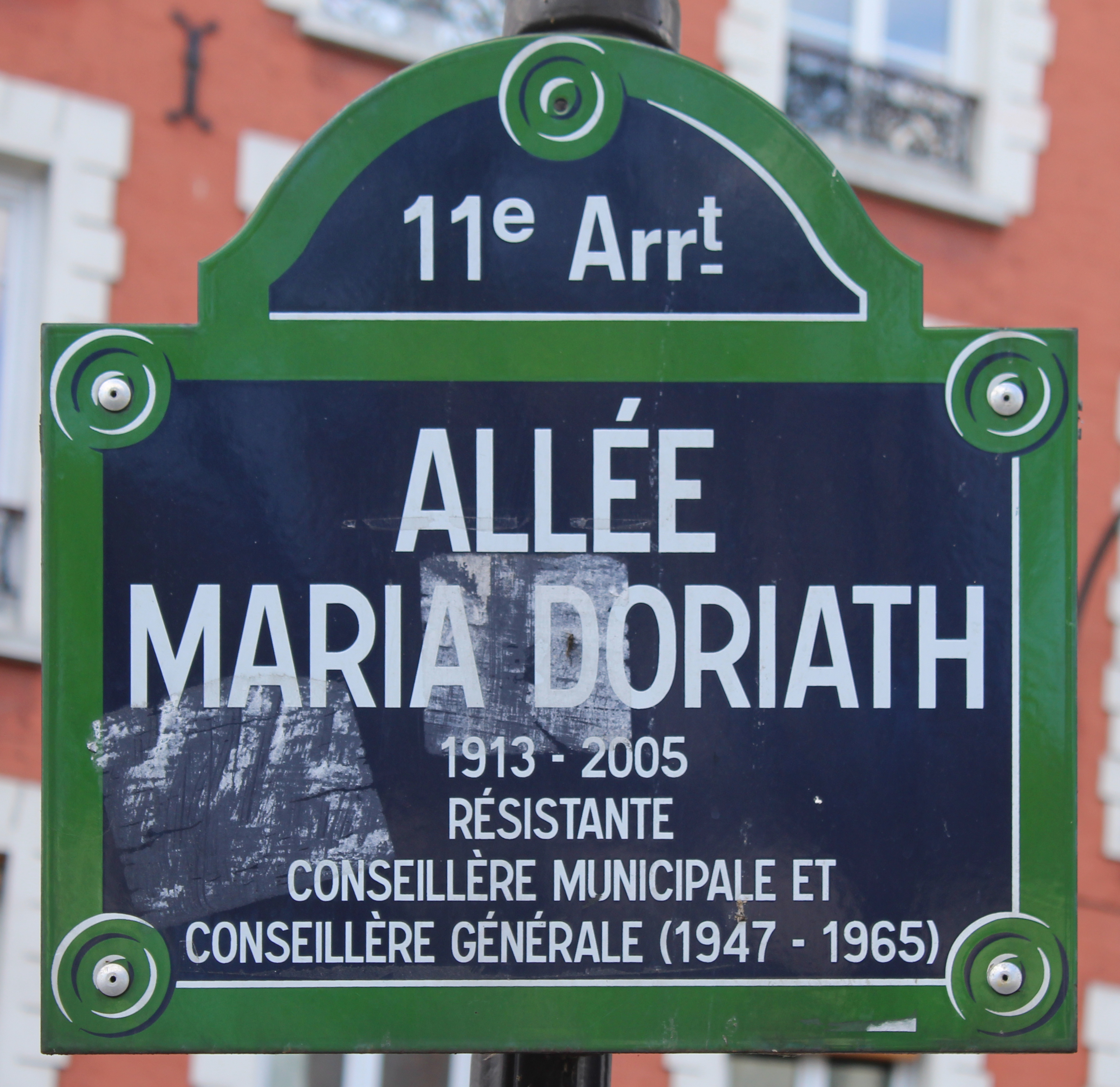
Plaque de l'allée.

## Historique
La médiane du boulevard de Charonne est dénommée « allée Maria-Doriath » par décision Conseil de Paris en date du 29 septembre 2008.